# John S. Morrison
John Sinclair Morrison (15 de junio de 1913-25 de octubre de 2000) fue un clasicista inglés cuya obra llevó a la reconstrucción de una trirreme ateniense, un antiguo barco de guerra a remo.
Nacido en 1913, Morrison fue profesor de Griego clásico y jefe del departamento de Clásicas de la Universidad de Durham de 1945 a 1950. Fue tutor en el Trinity College, Cambridge, de 1950 a 1960, vice-master del Churchill College, de 1960 a 1965, cuando llegó a primer presidente del University College, renombrado más adelante como Wolfson College.
Se lo considera un experto en la trirreme griega, el barco de guerra a remo de la edad dorada de la Atenas clásica, y es más conocido como uno de los fundadores en 1982 del Trireme Trust, junto con Charles Willink, otro profesor de clásicas, John F. Coates, un arquitecto naval, y Frank Welsh, un banquero. La finalidad de este proyecto era probar sus teorías sobre la trirreme ateniense haciendo una reconstrucción a tamaño real. En 1984 el Gobierno de Grecia prometió los fondos necesarios, y en 1987 se encargó la construcción de la Olympias.

## Obras

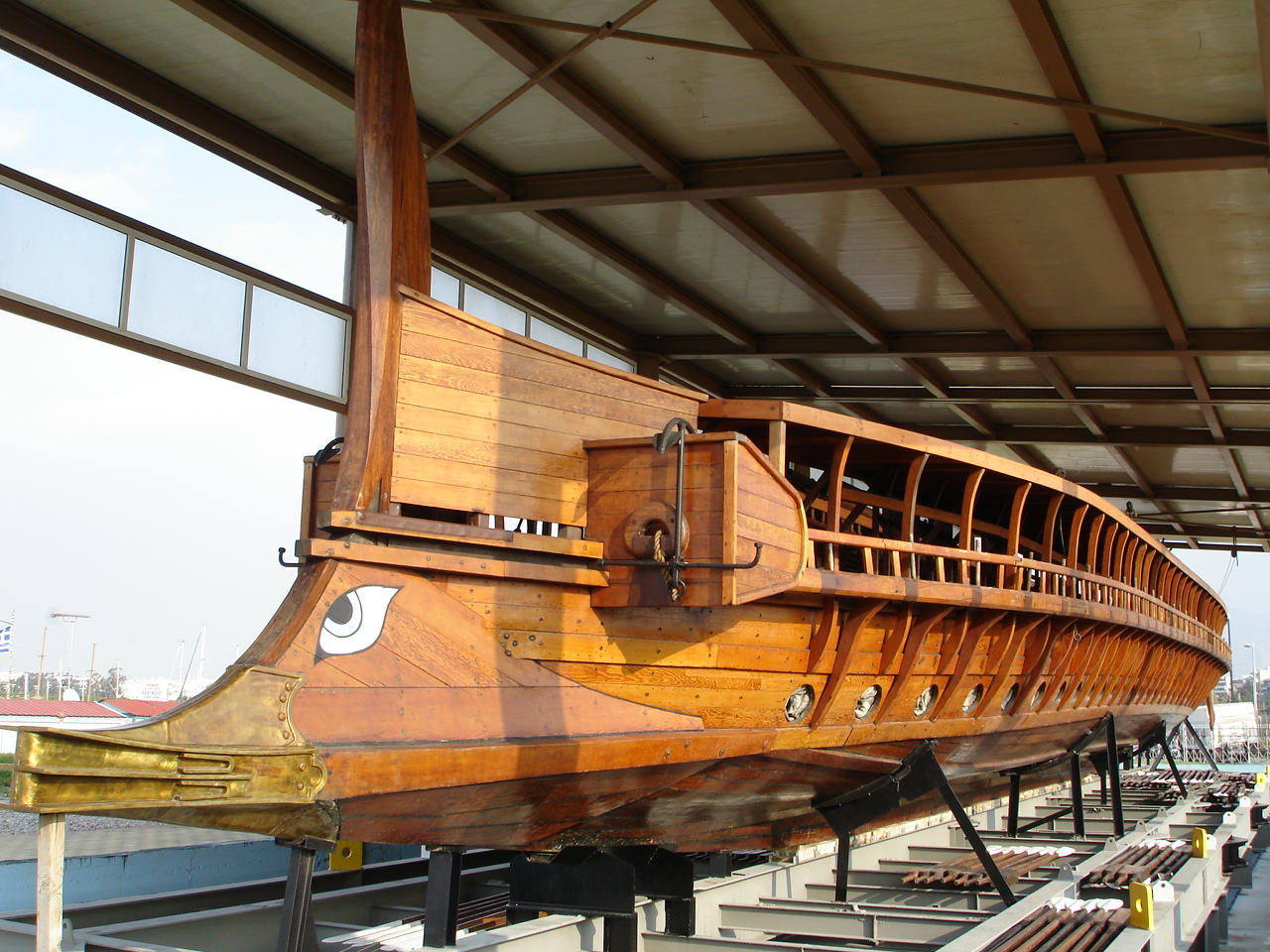
La Olympias, una reconstrucción de una trirreme ateniense antigua

Con R. T. Williams, Morrison escribió Greek Oared Ships: 900–322 BC; Long Ships and Round Ships (1980); con John F. Coates, The Athenian Trireme: the History and Reconstruction of an Ancient Greek Warship (1986), Greek and Roman Oared Warships (1996); y otros libros.
Con Robert Gardiner editó The Age of the Galley. Mediterranean Oared Vessels since pre-classical Times (1995).

## Reconocimientos
En 1989 le concedió un Honorary Degree (Doctor of Letters) la Universidad de Bath.
En 1991 se le concedió la Caird Medal del National Maritime Museum, junto a John F. Coates.
Murió el 25 de octubre de 2000 a la edad de 87 años.